# Trichosanthes pulleana
Trichosanthes pulleana är en gurkväxtart som beskrevs av Célestin Alfred Cogniaux och Hermann August Theodor Harms. Trichosanthes pulleana ingår i släktet Trichosanthes och familjen gurkväxter. Inga underarter finns listade i Catalogue of Life.